# Кулану
Кулану (ивр. כולנו‎, Все мы) — израильская политическая партия.
Основана 27 ноября 2014 года Моше Кахлоном. Программа партии посвящена главным образом экономическим и социальным вопросам, основными целями провозглашены борьба с социальным неравенством, дороговизной, бюрократией.
На первых для партии выборах кнессета 20-го созыва она получила 10 депутатских мандатов и вошла в состав правительственной коалиции, получив в правительстве три министерских портфеля.
На выборах в кнессет 21 созыва, партия сумела получить лишь 4 мандата, после чего вошла в состав партии «Ликуд».

## Платформа
- Экономическое процветание и эффективность
- Прозрачность и борьба с коррупцией
- Понижение стоимости жизни в Израиле
- Поощрение занятости и экономического роста
- Сокращение социального неравенства в израильском обществе
- Улучшение общественного сектора и услуг для населения
- Поощрение студентов, солдат и молодежи в Израиле
- Создание политического горизонта для безопасности Израиля

## Кулану в кнессете 20-го созыва
На выборах в Кнессет 20-го созыва партия получила 10 мандатов, став пятой по величине партией. Депутаты от партии Кулану в кнессете:
1. Моше Кахлон
2. Йоав Галант
3. Эли Алалуф
4. Михаэль Орен
5. Рахель Азария
6. Тали Плосков
7. Ифат Шаша-Битон
8. Эли Коэн
9. Рои Фолькман
10. Мейрав Бен-Ари